# 칼디비르가속
칼디비르가속은 테르모프로테우스과의 속이다.